# 美味學院
『美味學院』（デリシャスがくいん）は、2007年4月2日から6月25日までテレビ東京系列で月曜午後5時30分から6時に放映されていたテレビドラマ。全13話。字幕放送・ハイビジョン制作。2007年5月にはドラマのサイドストーリーを描いた舞台が公演された（DVDの映像特典に収録予定）。なお、2007年7月18日よりDVDのリリース・レンタルが開始される。通称、デリガクと呼ばれる。

## 概要
謎の料理専門学校、『美味學院』で繰り広げられる学園ドラマである。しかし学園ドラマとはいえ、毎回料理勝負という名のバトルを繰り広げるため、通常のドラマというよりは1990年代後半の土9ドラマや特撮番組の雰囲気に近い。また、主要人物の5人は必ず専用の『調理器具』を持っており、それを使う様はまさしく特撮番組の域に達しているといえる。
舞台が「規則に縛られた学園」であったり、デリシャス四天王と呼ばれる教官たちが学園を仕切っているという設定のため、一般的な学園ドラマの物語とは一線を駕している。また、美味學院の校長が実は主人公の父親だった、などといったヒーロードラマ・アニメにある要素を含んでいることも見逃せないポイントとなっている。しかし、特殊能力の持ち主である主人公が最後はその力に頼らず戦いに挑み、勝利と内面的成長を得るという展開は異色のものであり、そのような点もこの作品の特徴の1つと言える。
主要登場人物はすべて男性で、ヒロイン役にあたる女性の登場人物はいない。これは未成年の視聴者に加え、20代の女性視聴者も狙っているためである。主人公ユニットが5人で構成されているのはスーパー戦隊シリーズなどで見られる人数構成だが、これは同じ目的が一致したために結成されたチームであるため、「戦隊」とは意味合いが異なる。しかし闘うたびに友情が深まったり、また料理バトルによって彼らが成長するところは「戦隊」にも見受けられる演出である。
この作品のキャラの名前は幕末時代の人物に由来している。

## ストーリー
世界最強の料理人を創りだすための3年制の料理学校「美味（デリシャス）學院」。そこに強制的に入らされた狼馬たちは、朝から晩まで超スパルタの料理授業を受けるはめになる。學院を即座に抜け出すには、デリシャス四天王と校長を料理勝負「デリシャス・バウト」で叩きのめして飛び級するしかない。目的が一致し、共に戦うことを決意した狼馬たち5人は、料理人チーム「デリシャス5」を結成する。校長たちの野望を打ち砕くため、そして自由を手に入れるため、彼らはデリシャス・バウトという過酷な戦いに挑んでいく。

## 登場人物・キャスト

### デリシャス5
北坂 狼馬（きたさか ろうま）
演 - 西島隆弘（AAA）
「激美味（ゲキウマ）の野生児」。北海道出身。並み外れた嗅覚をもつ。キャベツが大好き。料理は嫌いだが、食材を「激美味にして食べたい」という気持ちが頂点に達すると覚醒し、性格と外見が変わり、料理を作り出す。
母の形見であるフライパン「鐵火丸」（てっかまる）を愛用。
名前の由来は、元土佐藩士・坂本龍馬から。
桂城 秀吾（かつらぎ しゅうご）
演 - 與真司郎（AAA）
「早熟なる和食エリート」。1年生の学年長。学年一の料理の腕前を持つ、京都の一流料亭「かつらぎ」の御曹司。冷静で知的だが、世間知らずな一面もある。
当初は取り巻きを2人従え、学年長だからと狼馬たち3人に高圧的な態度で接する厭味な人物として位置づけられていたが、ある事件をきっかけに狼馬たちと和解。以後は能力が高いがために他人にも自分にも厳しいが、仲間思いな人物として描かれた。
伝説の包丁「菊松」を愛用。
名前の由来は、長州藩士・木戸孝允の別名・桂小五郎から。
高杉 凛（たかすぎ りん）
演 - 相葉弘樹
「デコレーション王子」。ナイーブなナルシスト。料理に対して「美」のみを求めていたが、狼馬によって本当に美しいのは食べる人の笑顔だと気付く。入学試験では予備知識なしで趣向を凝らした外観のフルーツの盛り合わせを作り、後参照の「ツイン・レインボウ」を自らの手によって創作したことより、元来結構器用だと思われる。
美の結晶の菜箸「ツイン・レインボウ」を愛用。
名前の由来は、長州藩士・高杉晋作から。
マシュー・ペリエ
演 - 三浦涼介
「味な貴公子」。フランス人と日本人のハーフで、5カ国語を操るという。
一人称は「ミー」。ところどころ英語を交えて話すので、ルー語のようになっている。
本当に美味なる料理は高級食材のみで生み出されると思っていたが、狼馬によって安いものでも美味しいものは作れると気づく。
所謂末っ子長男で姉が1人居る。
絶妙な音色を奏でる調理用のスプーン「アムール」を愛用。
名前の由来は、幕末で活躍したアメリカ海軍の英雄・マシュー・ペリーから。
南郷 隆司（なんごう りゅうじ）
演 - 中村優一
「灼熱の鉄板野郎」。2年生の学年長だが、なぜか1年である狼馬たちと行動を共にしている。間違って1年の授業に出るなどのドジな面も。大手有名焼肉チェーン店の跡取り息子。三条アゲハ（後参照）に想いを寄せている。地獄耳。
以前は分厚い丸眼鏡を掛けていたが途中で壊されてしまい、それ以後のエピソードでは違う眼鏡を掛けている。
二本組のコテ「炎龍」(エンロン)を愛用。
名前の由来は、薩摩藩士・西郷隆盛から。

### デリシャス四天王
美味學院の教官たち。超人的な料理の腕をもつ。しかし、人間性に着目すると変人が多い。
虎堂 研（こどう けん）
演 - 天野浩成
「孤高の包丁ザムライ」。和の達人。いつも着物を着ている。
桂城秀吾の兄弟子。
名刀「虎轍」を操り、日本の伝統と心を料理で表現する。
当初沖田とは反りが合わなかったが、お互いにWinkのファンであったことを知って以来、お互いを「兄弟」と呼ぶほど仲が良くなった。
名前の由来は、新撰組組長・近藤勇から。
沖田 司（おきた つかさ）
演 - 永山たかし
「燃えよ鉄拳中華」。中華料理の名手で拳法マニア。いつもカンフー胴衣を着ており、三つ編みをしている。
テンションが高く、口癖は“アチョー”、“ホアッチャー”。
教官であるが、生徒と一緒になってふざけたり女子部との交流会に狂喜するなどの行動が多く見られ、四天王の中では比較的ノリがよく堅さのない（悪く言えば幼い）性格をしている様子。しかし、女子にはあまり相手にされず“じっとしていればカッコ良いのに”と女子に言われる始末。
最初は性格が逆の虎堂を嫌っていたが、後にお互い兄弟と呼び合うほど仲が良くなった。
名前の由来は、新撰組一番隊隊長・沖田総司から。
土方 歳輝（ひじかた としき）
演 - 河合龍之介
「チョイ悪イタリアン」。イタリア料理専門。かなりの女好きで料理の腕すらも女次第で左右される。
理由は不明だが、南郷にカツラだと思われている。（真偽は不明）
名前の由来は、新撰組副長・土方歳三から。
徳平 慶伸（とくだいら よしのぶ）
演 - 城咲仁
「厨房のマジシャン」。デリシャス四天王のリーダー。料理の全ジャンルを極めている。それゆえに指導含め生徒に対しては厳格に接することが多く、デリシャス5が友情を深めていくことも料理には関係ないとの理由より、一時期快しとしていなかった。
狼馬とのバウトで負けた際に再ジャッジを要求するなど、負けず嫌いな面がある。
美味い料理を食べると「デリィーシャス!!」と叫ぶ（一時、「パーフェクト!! デリィーシャス!!」と叫んだこともあり）。
四天王の中では比較的常識人の範疇に入る人物であり（四天王の中で1番まともなのは彼だと思われる）、彼らと一緒に居る時は大抵ツッコミ役となっている。
名前の由来は、江戸幕府十五代将軍・徳川慶喜から。

### 美味學院長
北坂 勝吉（きたさか かつきち）
演 - 黒田アーサー
美味學院の影の支配者にして校長。第11皿までは牛のレリーフから声を出して四天王に指令を出していた。
北坂 狼馬の実の父親。昔の努力もむなしく伝統と格式を重んじる料理界を追放され、復讐のために美味學院を創立する。
最終回で狼馬の作った普通で家庭的なオムライスを食べて昔を思い出し改心した。

### ゲスト審査員
カルロ 笹山（カルロ ささやま）
演 - 斎藤工
パスタハウス「耳の穴」支配人。常に巻き舌を入れた外国人が話すような片言の日本語で喋る。登場時、狼馬に「巻き舌の達人か」と言われた。
陳 猛徳（ちん もうとく）
演 - 佐野大樹
カツラ使用者の中国人。沖田のカンフーを喜んで見ていたものの、カツラが沖田のカンフーによってとばされそうになっていた。
大村 壱蔵（おおむら いちぞう）
演 - 吉田友一
若き天才デザイナー。
キム．ウソン
演 - Attack (本名：カン・ジョンウ)
韓国宮廷料理人。

### その他ゲスト
三条 アゲハ（さんじょう アゲハ）
演 - 木下あゆ美
美味學院女子部3年生学年長。女子部の生徒からはアゲハ様と呼ばれている。
得意料理はエスニック料理。カレーペースト作りなどには最適な鍋「ブロンダ」を愛用。
本人曰く「自分より料理の上手い男にしか興味がない」。

## スタッフ
- 原作 - 青木健生
- 脚本 - 青木健生（1,12,13）、松田裕子（1,2）、小林雄次（3,11）、広田光毅（4,6,10）、入江信吾（5,9）、横田理恵（7,8）
- 番組宣伝 - 宮岡貞成（テレビ東京）
- 企画 - 高橋なな美・星野卓也（avex entertainment）、二村慈哉・渡辺和哉（読売広告社）
- プロデューサー - 瀧川治水（テレビ東京）、藤平晋太郎（テレビ東京制作）、佐々木博之（デジタルハリウッド・エンタテインメント）
- 協力プロデューサー - 木村元子、米田理恵、高木康裕
- 演出 - 多胡由章、堀江慶
- 協力 - 映広、フジアール、タカツメディアサービス、東京衣裳、CieL、ゼロ・イメージワークス、ビーグル、GAPS、エイベックス ネットワーク、スタイルゼロ、エーアワーズ、アクターズオフィス、ビックショット
- 制作協力 - テレビ東京制作、デジタルハリウッド・エンタテインメント
- 製作 - 「美味學院」製作委員会(テレビ東京、読売広告社、avex entertainment)

## 主題歌・挿入歌
- 主題歌 - AAA「唇からロマンチカ」
作詞 - 井上秋緒 作曲 - BULGE
- 挿入歌 - AAA「That's Right」
作詞 - 松井五郎 作曲 - 石田匠

## サブタイトル
- 第1皿 ハングリー!?悪夢の入学試験
- 第2皿 大脱走!! 新たな敵との素材対決!
- 第3皿 美を極めろ！華麗なるサラダ・バトル
- 第4皿 激安で倒せ！缶詰バトル
- 第5皿 最強生徒登場！初恋は激辛の味
- 第6皿 囚われた二人！救出大作戦
- 第7皿 暴け！學院の謎
- 第8皿 四天王バウト開戦
- 第9皿 美しき貴公子の涙
- 第10皿 極めろ！和の心
- 第11皿 燃えろ！友情弁当
- 第12皿 衝撃的最後の敵！
- 第13皿 デリシャスな未来

## ネット局

### 放送されていた局
| 地域           | 放送局               | 系列           | 放送曜日と時間      | 放送日遅れ |
| -------------- | -------------------- | -------------- | ------------------- | ---------- |
| 関東広域圏     | テレビ東京（製作局） | テレビ東京系列 | 月曜日 17:30〜18:00 | 同時放送   |
| 北海道         | テレビ北海道         | テレビ東京系列 | 月曜日 17:30〜18:00 | 同時放送   |
| 愛知県         | テレビ愛知           | テレビ東京系列 | 月曜日 17:30〜18:00 | 同時放送   |
| 大阪府         | テレビ大阪           | テレビ東京系列 | 月曜日 17:30〜18:00 | 同時放送   |
| 岡山県・香川県 | テレビせとうち       | テレビ東京系列 | 月曜日 17:30〜18:00 | 同時放送   |
| 福岡県         | TVQ九州放送          | テレビ東京系列 | 月曜日 17:30〜18:00 | 同時放送   |
| 奈良県         | 奈良テレビ           | 独立U局        | 木曜日 18:30〜19:00 | 10日遅れ   |
| 和歌山県       | テレビ和歌山         | 独立U局        | 金曜日 17:30〜18:00 | 4日遅れ    |
| 愛媛県         | テレビ愛媛           | フジテレビ系列 | 木曜日 25:35〜26:05 | 10日遅れ   |

## 舞台
『スーパーバトルライブ 美味學院 番外編 〜デリシャス5 史上最強の敵〜』のタイトルで、2007年5月16日〜20日に青山劇場にて上演された。テレビ版の設定を下敷きに、西島・與以外のキャストを大幅変更。AAAをメインに出演陣の持ち歌やエイベックスナンバーを交えた音楽劇のスタイルを取っている。2008年にDVD化。

### ストーリー
美味學院に積年の恨みを持つ美味女學院は乗っ取りをたくらみ、文化祭で罠を張った。両學院の命運をかけたデリシャス・バウトの行方はいったいどうなってしまうのか？

### キャスト
- AAA（西島隆弘・宇野実彩子・浦田直也・日高光啓・與真司郎・末吉秀太・伊藤千晃）
- dream（阿部絵里恵・高本彩（現・Dream Aya）・中島麻未（現・Dream Ami）・西田静香（現・Dream Shizuka）・橘佳奈・山本紗也加）
- misono
- 佐戸井けん太
- 渋谷亜希
- 西尾季隆（丁半コロコロ）
- 大西ライオン

### スタッフ
- 脚本 - 福原充則
- 振付監修 - SAM、CHIHARU、ETSU（TRF）